# 小行星7731
小行星7731（英語：7731）是一颗围绕太阳公转的小行星。1978年10月28日，H. L. Giclas在可可尼诺县发现了此天体。
这颗小行星的绝对星等为9.03122等。